# How I Killed Pluto and Why It Had It Coming
How I Killed Pluto and Why It Had It Coming —que, en español, significa «Cómo maté a Plutón y por qué se lo merecía»— es un libro publicado en 2010, en el que Michael E. Brown relata sus memorias. Este astrónomo estadounidense fue el principal responsable de que la redefinición de planeta saliera adelante en 2006, lo que conllevó que Plutón, hasta entonces considerado planeta, fuera degradado a la categoría de planeta enano.

## Sinopsis
En estas memorias, el astrónomo Michael E. Brown hace un repaso por los eventos relacionados con la redefinición del término «planeta» que la Unión Astronómica Internacional (UAI) llevó a cabo en el año 2006. Esta tuvo como consecuencia la recategorización de Plutón. El autor relata el descubrimiento de Eris, un planeta enano que en un principio se creyó que era más grande que Plutón, localizado en el disco disperso, más allá de la órbita de Neptuno. En la reconstrucción de los hechos, se incluyen las reticencias que mostraron algunos de los científicos a que Plutón fuera eliminado de la lista de planetas del sistema solar, así como la decisión final de la UAI.

## Crítica
En general, la crítica vio con buenos ojos esta obra. James Kennedy, del Wall Street Journal, aseguró que se trataba de una «crónica enérgica y entretenida» de la búsqueda de nuevos planetas y de la eliminación de Plutón de la lista de planetas. Janet Masli, del New York Times, describió las memorias como «breves y dispuestas a agradar».